# Evolução da visão em cores em primatas

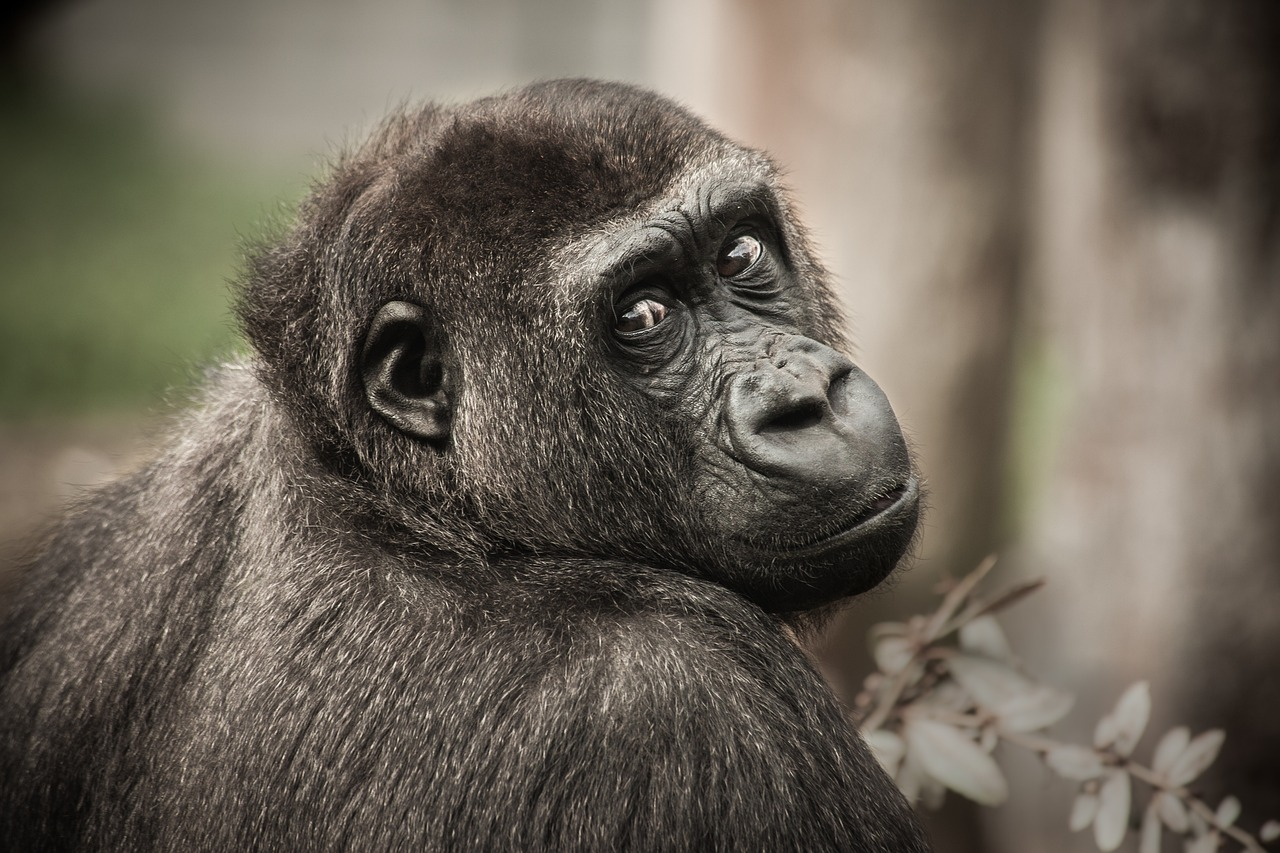
Gorilas são primatas da superfamília Hominoidea e possuem visão tricromática

A evolução da visão em cores em primatas se deu de forma distinta da dos demais grupos de mamíferos. Desde os ancestrais dos Agnatha a visão em cores estava presente nos vertebrados e se manteve na divisão entre Agnatha e Gnathostomata, com organismos possuidores de quatro fotorreceptores. Organismos com quatro fotorreceptores são denominados tetracromatas, como peixes, répteis e aves. Hipóteses recentes indicam que durante o período mesozoico os ancestrais dos mamíferos perderam dois dos fotorreceptores responsáveis pela visão em cores devido ao hábito noturno, fazendo com que a maioria dos mamíferos atuais sejam dicromatas, ou animais que possuem apenas dois tipos de fotorreceptores. No entanto, em primatas, a visão em cores é, em sua maioria, tricromática, com grupos possuindo monocromacia e dicromacia.

## Estruturas moleculares

### Cones e opsinas
Existem dois tipos de fotorreceptores responsáveis pela captação de luminosidade em diferentes intensidades, os cones e os bastonetes. Os bastonetes são receptores sensoriais que detectam níveis de luminosidade, sendo mais eficientes à baixas luminosidades, ao passo que os cones detectam níveis de luminosidade em diferentes comprimentos de onda a depender dos pigmentos expressos por eles, descritos pelos seus picos de absorbâncias. Estes últimos são os responsáveis pelo espectro visível de cores captado pelo indivíduo, relacionando-o à gama de cores possíveis de serem captadas. Os fotopigmentos dos cones (fotopsinas) são compostos por duas porções: a porção proteica denominada opsina, e o grupo funcional cromóforo, que em todos os mamíferos é composto por 11-cis-retinal, um derivado da vitamina A. A sintonização e ativação dos fotorreceptores é determinada pela sequência de aminoácidos da proteína opsina, com resíduos específicos que determinam a sensibilidade espectral em cada pigmento. Podem ter absorbância em picos de comprimentos de ondas longas (opsina-L), médias (opsina-M) ou curtas (opsina-S). 
O ancestral dos vertebrados possuia quatro fotopsinas (SWS1, SWS2, Rh2 e LWS). Os ancestrais dos mamíferos, durante o processo evolutivo, perderam dois genes que expressam fotopsinas específicas, sendo eles um SWS1/SWS2, responsáveis pela percepção de comprimentos de onda curtos, e um Rh2, responsável pelos comprimentos de onda médios, mantendo apenas um gene de fotopsina de comprimento de onda longo (LWS) e um dos curtos (SWS1 em marsupiais e placentários ou SWS2 em monotremados). 

### Em primatas
O complemento de fotopsinas em primatas exibe três padrões específicos: monocromacia, dicromacia ou tricromacia. Os macacos do velho mundo incluindo os hominóideos, são tricromatas, possuindo três classes de opsina, S, M e L. Na maioria dos prossímios e os macacos do novo mundo a visão é dicromática, com exceção das fêmeas heterozigóticas tricromatas de Platyrrhini e dos bugios (Alouatta). Por fim, a visão monocromática ocorre em espécies com  hábitos noturnos, como nos prossímios Lorisiformes e no gênero de Platyrrhini, Aotus. 
A opsina SWS1, em primatas, normalmente é chamada de azul ou opsina-S devido a sua absorbância máxima entre 420-430 nm, é codificada no cromossomo 7, um autossomo. O subtipo de opsina M/LWS, tendo o primeiro absorbância máxima entre 480-530 nm, chamado de verde ou opsina-M, e o segundo com absorbância máxima entre 500-570 nm, chamado de vermelho ou opsina-L, variam de genes codificadores e cromossomos nos grupos de primatas devido a origens distintas.

## Análises filogenéticas

### Prossímios (Strepsirrhini+Tarsiiformes)
De acordo com a teoria mais bem corroborada, o ancestral dos primatas era um organismo com hábitos noturnos. A partir do tempo de diversificação dos Strepsirrhini e Haplorrhini, ainda no Paleoceno, muito dos caráteres neste grupo foram mantidos, como um gene codificador da fotopsina SWS e a aquisição de um ou mais tipos de fotopsina M/LWS. Em prossímios três padrões principais são vistos: 

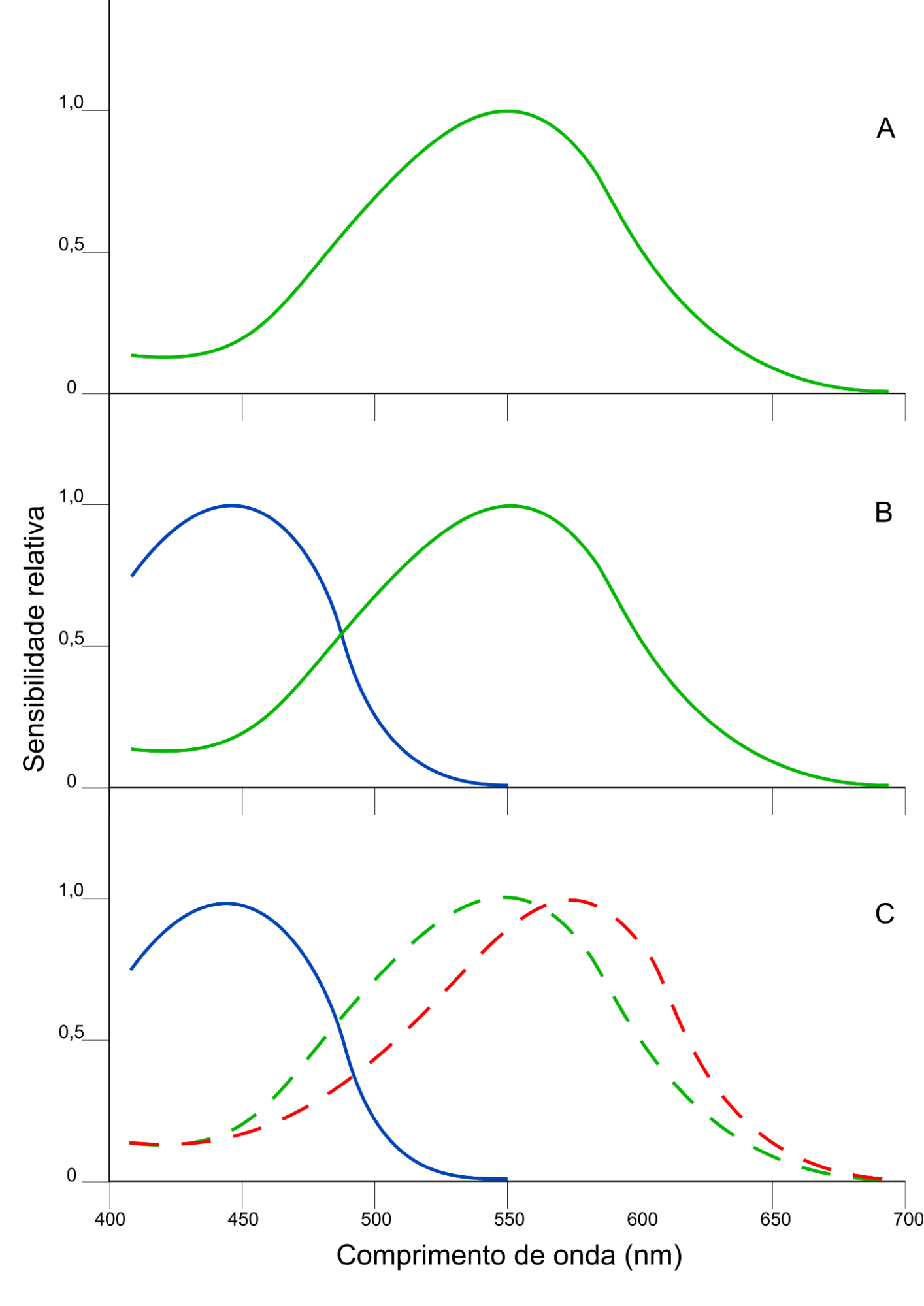
Três padrões de visão em prossímios. A. monocromatismo; B. dicromatismo; C. tricromatismo heterozigótico

1. Ocorrência de um único gene da família LWS, assim como um gene de SWS com muitas mutações que o tornam ineficiente (espécies monocromáticas dentro de Lorisiformes e galagonídeos);
2. Dois genes funcionais de SWS e um único gene de fotopsina M/LWS (espécies dicromáticas como na maioria dos lêmures);
3. Um gene da família SWS e dois genes polimórficos para M/LWS (espécies dicromáticas heterozigóticas e monocromáticas homozigóticas, existindo em alguns exemplares de lêmures e indrídeos)[7].

Apesar de filogeneticamente estarem associados aos Haplorrhini, os társios são comumente agrupados dentro dos prossímios. Mesmo que possuindo hábitos noturnos, possuem fotopsinas SWS e polimorfismos para M/LWS, sendo considerados dicromatas. Por seu isolamento reprodutivo prolongado dos demais primatas, a evolução independente deste grupo pode indicar que essas características surgiram posteriormente à separação dos clados. 

### Haplorrhini(Simiiformes)

#### Platyrrhini(macacos do novo mundo)
Assim como nos prossímios, os macacos do novo mundo possuem genes codificadores de SWS em um cromossomo autossômico. Neste grupo, por sua vez, a origem da tricromacia se deu em genes pertencentes a cromossomos sexuais, especificamente o cromossomo X, mas havendo um único locus gênico por cromossomo com diferentes alelos, em geral, três, fazendo com que seja uma herança poligênica. Assim, em um cromossomo X haverá apenas um alelo codificador de um M/LWS em machos (machos dicromatas), ao passo que fêmeas heterozigóticas vão possuir dois alelos, um em cada cromossomo (fêmeas tricromatas). Fêmeas homozigóticas possuirão visão dicromática assim como os machos.

#### Catarrhini
Nos primatas do velho mundo, incluindo hominóidea, a visão tricromática ocorre em todos os indivíduos, tendo surgido a partir do surgimento de duas fotopsinas separadamente, uma fotopsina sensível a comprimentos de média distância (MWS) e outra de longa distância (LWS) 6 (Sumner & Mollon, 2000). Os genes codificadores destes pigmentos, assim como nos macacos do novo mundo, estão localizados no cromossomo X, mas adjacentes um ao outro, surgindo provavelmente como uma duplicação gênica ocorrida na separação entre Platyrrhini e Catarrhini. 
Especificamente em humanos, ocorrem polimorfismos raros não observados nos demais primatas, os mais significativos para a visão são a ausência de uma das fotopsinas MWS ou LWS, resultando em visão dicromática e mudanças significativas dos espectros de absorbância de um dos pigmentos, gerando tricromacias anómalas. Estes polimorfismos conjuntamente formam o distúrbio chamado de daltonismo.

## Hipóteses evolutivas
Existem diversas correntes atuais propostas para explicar a evolução da visão tricromática em primatas.

### Teoria das frutas
A principal teoria defendida pelos cientistas tem como princípio a discriminação de cores de frutas entre a folhagem. Como a iluminação em florestas tende a variar drasticamente devido ao dossel e a penetrância de luz, a sensibilidade existente entre os pigmentos M e L refina a percepção de diferentes tipos de cores. Uma co-evolução entre os sinais de cores de frutas tropicais e a sensibilidade tricromática de primatas foi sugerida, havendo reforço de ambas para a dispersão das sementes e alimentação, respectivamente. Um estudo de 1998 demonstrou que a visão tricromática auxilia na detecção de propriedades reflectantes de determinadas frutas. 
No entanto, alguns autores sugerem que a visão tricromática não apresenta papel significativo na detecção de frutas em pequenas distâncias, mas sim a longas distâncias, e trabalhos de campo aparentam não confirmar todas as previsões de modelos e evidências comportamentais. As regiões onde ocorrem os primatas do velho mundo e do novo mundo também apresentam significativa mudança quanto a aparência de frutas amadurecidas. Frutas do continente africano tendem a escurecer e são pequenas quando maduras, ao passo que as frutas das américas tendem a clarear e serem maiores. A visão dicromática aparenta aumentar a detecção em alvos maiores, o que, em teoria, deveria selecionar os macacos do novo mundo para dicromacia, o que não é observado. Esta teoria foi substituída pela teoria de folivoria, sendo folhas mais jovens melhor detectadas por animais tricromatas. A teoria de folivoria também não parece se sustentar, pois espécies como os muriqui-do-sul, que possuem alta dieta em folhas, possuem polimorfismo para tricromacia, mas apesar disso possuem baixa incidência de tricromatas em sua população. Ambas as teorias continuam sendo debatidas atualmente.

### Predação
Outra teoria favorável à seleção da tricromacia é a sua capacidade auxiliar no reconhecimento de predadores por entre a folhagens. A capacidade de distinção cromática de possíveis predadores em fundos verdes favorece a sobrevivência de indivíduos que possuem visão tricromática, conseguindo distinguir predadores conspícuos e os diferenciar 9 (Pessoa et al., 2014). Este tipo de resultado aparenta estar em acordo com outros trabalhos sobre a manutenção da visão dicromática em outros primatas, pois os primatas menores, como os primatas do novo mundo e os prossímios, se alimentam primariamente de folhas e insetos e, apesar de sua alta predação, a distinção entre duas cores parece favorável ao forrageamento, ao passo que os primatas do velho mundo, sendo maiores, sofriam maiores pressões predatórias de felinos, que somente conquistaram as américas no final do Mioceno .

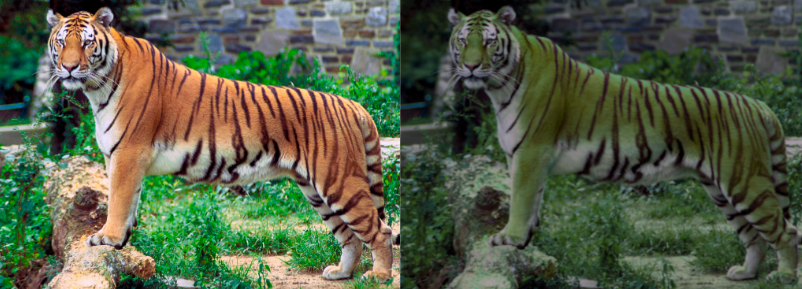
Aproximação da visão de animais tricromatas (esquerda) e animais dicromatas (direita)

### Especializações ao hábito noturno
Apenas um gênero de antropoide apresenta hábitos noturnos, os macacos do gênero Aotus. Testes de hipóteses demonstram que o ancestral deste grupo era diurno, sendo o hábito noturno adquirido secundariamente, dada a ausência de tapetum lucidum, estrutura presente em outros mamíferos de hábito noturno. Este grupo não possui a fotopsina SWS, possuindo apenas o subtipo M/LWS. Ambientes noturnos apresentam menos variação luminosa, o que permite com que animais que consigam diferenciar pequenas variações de luz possuam vantagem, sendo os bastonetes os fotorreceptores que possuem mais importância em animais de hábito totalmente noturno, com os cones passando a ter menos importância. É especulado que os ancestrais do gênero Aotus possuíssem tais genes codificadores de fotopsinas SWS, mas que estes deixaram de ser funcionais devido à pressões seletivas relacionadas ao hábito noturno.

### Variação alimentar
O único grupo dentro de Platyrrhini que possui visão tricromática completa são os macacos do gênero Alouatta, onde uma provável duplicação gênica deu origem a dois loci diferentes, sem que haja polimorfismo envolvido, possuindo dois genes codificadores das fotopsinas MWS e LWS, assim como nos primatas Catarrhini. Hipóteses recentes indicam para uma evolução dedicada à folivoria e vocalização, corroboradas por crânios e mandíbulas especializados, característica alimentar esta que tem vantagens associadas à visão tricromática pela diferenciação de folhas jovens e velhas.

### Hipótese de mulheres humanas tetracromatas
As opsinas presentes nos cones L e M são codificadas por genes próximos, presentes no cromossomo X. Sabe-se que as mulheres herdam dois cromossomos X, um do pai e outro da mãe, enquanto os homens herdam apenas um cromossomo X, sendo ele materno. Para tanto, grande parte dos genes de um dos cromossomos X da mulher é inativado nas células do corpo, a fim de compensar a diferença da dosagem desse cromossomo entre elas e os homens. É importante destacar que a inativação de um dos cromossomos X é aleatória e começa no período embrionário.
Para ser tetracromata, uma mulher carrega versões diferentes (alelos diferentes) do gene de uma opsina M, por exemplo, no cromossomo X. Dessa forma, seria um alelo M e um alelo M deslocado. Caso os alelos codifiquem fotopigmentos que possuem diferentes comprimentos de onda de sensibilidade máxima, será expresso quatro tipos de fotopigmentos na retina dessa mulher: S, M, M deslocado e L. Dessa forma, a retina possui um mosaico de cones, sendo expresso quatro tipos.
A hipótese de mulheres tetracromatas foi relatada pela primeira vez na década de 40 e ganhou visibilidade depois da descoberta de polimorfismo de fotopigmentos dos cones em Platirrinos. A hipótese foi feita a partir de estudos de mulheres que eram filhas de pais tricomatas anômalos, os quais possuem pigmentos L ou M deslocados. Em Platyrrhini, grande parte dos indivíduos são dicromatas, principalmente os machos (XY), porém podem haver fêmeas (XX) tricromatas caso seja herdade alelos diferentes de genes de fotopigmentos dos cones.
Recentemente, os pesquisadores Gabriele Jordan e John Mollon testaram a hipótese de humanos serem tetracromatas ao longo de duas décadas. Eles realizaram testes de cores em voluntários, em que haviam diferenças pequenas que somente pessoas com quatro tipos de cones perceberiam. Com isso, encontraram pessoas tetracromatas e passaram a realizar estudos dessa condição. Dentre as pessoas tetracromatas, estão Maureen Seaberg, uma jornalista americana que enxergavam muitas cores nas roupas e em sua casa, e Concetta Antico, uma professora de artes que via nuances entre cores nas paisagens e em supermercados.